# Зонгулдак (провінція)
Зонгулда́к (тур. Zonguldak) — провінція в Туреччині, розташована в Чорноморському регіоні.
Столиця — Зонгулдак.
| Туреччина | Це незавершена стаття з географії Туреччини. Ви можете допомогти проєкту, виправивши або дописавши її. |